# سبنسر جاي بالمر
سبنسر جاي بالمر (بالإنجليزية: Spencer J. Palmer)‏ هو مؤرخ أمريكي، ولد في 4 أكتوبر 1927، وتوفي في 27 نوفمبر 2000.